# Echinaster aculeata
Echinaster aculeata är en sjöstjärneart som först beskrevs av Gray 1840.  Echinaster aculeata ingår i släktet Echinaster och familjen krullsjöstjärnor. Inga underarter finns listade i Catalogue of Life.